# 121 (număr)
121 (o sută douăzeci și unu) este numărul natural care urmează după 120 și precede pe 122 într-un șir crescător de numere naturale.

## În matematică

Tabla jocului de dame chinezești are 121 de câmpuri

121
- Este un număr semiprim.[1][2]
- Este un număr briliant.[3][4] deoarece este un produs de numere prime având același număr de cifre.
- Este un pătrat (112) și este suma a trei numere prime consecutive (37 + 41 + 43).
- Nu există pătrate mai mici de forma {\displaystyle 1+p+p^{2}+p^{3}+p^{4}}, unde p este prim (în acest caz, 3). Alte asemenea pătrate trebuie să aibă cel puțin 35 de cifre.
- Se cunosc doar două alte pătrate de forma n! + 1 care susțin conjectura Brocard.
- Susține conjectura Fermat că 4 și 121 sunt singurele pătrate de forma x3 – 4 (unde x este 2, respectiv 5).[5]
- Este un număr centrat octogonal[6][7] și un număr centrat dodecagonal.[8][9]
- Este un număr centrat tetraedric.[10]
- Este un număr puternic.[11][12]
- Este un număr rotund.[13][14]
- Este un Număr stelat (vezi jocul de dame chinezești⁠(d)).[15]
- Este un număr Smith.[16][17]
- Este un număr Friedman.[18][19]
- Este un Număr Devlali.[20][21]
- În baza 3 Este un număr repdigit.[22]
- În bazele 3, 8 și 10 este un număr palindromic.

## În știință

### În astronomie
- Obiectul NGC 121 din New General Catalogue este un roi globular cu o magnitudine 11,24 în constelația Tucanul și galaxia Micul Nor al lui Magellan.
- 121 Hermione este un asteroid din centura principală.

## În alte domenii
121 se poate referi la:
- Numărul de apel de urgență pentru electricitate în Egipt.